# Kunmadarasi repülőtér
A kunmadarasi repülőtér (ICAO: LHKM) volt magyar, majd szovjet katonai repülőtér. Jelenleg hivatalosan lezárt reptérként szerepel, bár van valamelyes civil repülős forgalom, légiforgalmi irányítás nélkül (egy magáncég, az Aero WASP tart ott néhány kisgépet, amelyek a gurulópályákról is fel tudnak szállni).
Pályája 2500 × 80 méter, betonozott, kiváló állapotban, de állandó jelleggel motoros szlalom és gyorsulási versenypálya épült rá.
A reptér területe és létesítményei Kunmadaras központjától néhány kilométerre délre helyezkednek el, közúton a Karcag-Kunmadaras közti 3401-es útról délnyugat felé letérve közelíthetők meg.

## Története
- 1943–1944: német tábori katonai reptér
- 1944–1945: szovjet tábori reptér
- 1945–1950: használaton kívül
- 1950–1956: a legnagyobb magyar katonai reptér. Az új betonpálya építését 1950-ben kezdték, és egy évvel később fejezték be. Itt kezdődött a magyar sugárhajtású repülés 1951-ben. Erről ma emléktábla is van, a kunmadarasi Művelődési Ház csarnokában.
- 1956–1991: 1956 novemberétől szovjet katonai reptérként üzemelt, bombázók, vadászbombázók és felderítők, illetve célvontatók állomásoztak itt.
- 1963-tól 1990-ig a repülőtér mellett lévő atomtárolóban atomfegyvereket tároltak a helyi és a debreceni ezred részére.